# C-Melody-Saxophon
Das C-Melody-Saxophon ist ein in C gestimmtes Saxophon, also einen Ganzton über dem Tenorsaxophon. Es wird auch als C-Tenorsaxophon bezeichnet. Das C-Melody-Saxophon gehört zur Saxophongruppe in C und F, die von ihrem Erfinder, Adolphe Sax, für den Gebrauch in Sinfonieorchestern gedacht waren. Seit 1930 werden nur noch Es- und B-Saxophone (die ursprünglich für die Militärmusik gedacht waren) in größerem Umfang hergestellt.
Ein C-Melody-Saxophon ist größer als ein Altsaxophon und kleiner als ein Tenorsaxophon. Von der Seite betrachtet, weist es Ähnlichkeiten mit einem Tenorsaxophon auf, obwohl es kleiner ist und der Becher länger aussieht. Die meisten C-Melody-Saxophone haben gebogene S-Bögen (wie beim Tenorsaxophon), obwohl C. G. Conn C-Melody-Saxophone mit geraden S-Bögen herstellte.

## Geschichte

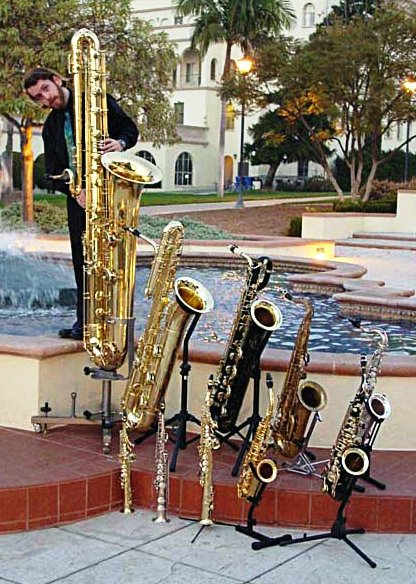
Verschiedene Saxophontypen, rechts hinten ein C-Melody-Saxophon

Einige Qualitätshersteller produzierten C-Melody-Saxophone (unter anderem Buescher, C. G. Conn, Selmer, Martin und King) von 1914 bis 1930. Die Produktion von C-Melody-Saxophonen erreichte ihren Höhepunkt um 1923, wonach sie allmählich zurückging. Gegen Ende der 1920er Jahre wurden nur noch verhältnismäßig wenige C-Melody-Saxophone hergestellt. Das Tenorsaxophon in C mit geradem Hals von Conn ist zurzeit das bekannteste Orchestersaxophon und hat einen klassischen Klang. Es ist eines der wenigen für den professionellen Gebrauch angefertigten Modelle.
Preiswerter wurden die C-Melody-Saxophone vom Ende der 1910er Jahre bis zum Anfang der 1930er Jahre, als eine für den Amateurgebrauch gedachte Version des Saxophons auf den Markt gebracht wurde. Sie hatte eine beträchtlich schmalere Kammer als ein B-Tenorsaxophon, war also mehr oder weniger eine „gestreckte“ Version der Kammer eines Altsaxophons.
Am Ende der 1920er Jahre war die Beliebtheit von C-Melody-Saxophonen stark zurückgegangen. Nach dem Schwarzen Donnerstag (1929) fielen die Verkaufszahlen aller Saxophone drastisch, und das C-Melody-Saxophon (und das Mezzosopransaxophon) war eines jener Modelle, deren Produktion kurz darauf eingestellt wurde. Allerdings wurde die Produktion aus rein finanziellen Gründen und nicht aufgrund eines Fehlers im Design oder schlechten Produktionsstandards eingestellt.
Das Hauptproblem bestand darin, dass die Weltwirtschaftskrise, die unmittelbar auf den Börsenkrach von 1929 folgte, weltweit äußerst harte Wirtschaftsbedingungen verursachte, die auch die Produktion aller Freizeitkonsumgüter betrafen. Dieser ungewöhnlich starke Wirtschaftsrückgang traf die Saxophon-Hersteller hart und zwang sie, ihre Angebotspalette an Musikinstrumenten auf die beliebtesten Modelle zu reduzieren, um weiter bestehen zu können. Infolgedessen endete die Produktion von C-Melody-Saxophonen schlagartig. Als sich die Weltwirtschaft so weit erholt hatte (um 1935), dass die Herstellung von C-Melody-Saxophonen wieder wirtschaftlich machbar gewesen wäre, hatten sich die Freizeitinteressen geändert und es gab für sie keinen Markt mehr. Außerdem hatte das Zeitalter der Big Band am Anfang der 1930er Jahre angefangen, und jeder, der Saxophon spielen lernen wollte, interessierte sich für Sopran-, Alt-, Tenor- oder Baritonsaxophon, weil man mit diesen Instrumenten in Big Bands mitspielen konnte, während sich diese nicht für C-Melody-Saxophone interessierten. Infolgedessen schwand die Nachfrage nach C-Melody-Saxophonen, die Hersteller stellten deren Produktion ein und konzentrierten sich stattdessen auf andere Typen, die starke Nachfrage hatten und somit leicht zu verkaufen waren.
In den 1960er Jahren stellte Vito (eine französische Firma) einige wenige C-Melody-Saxophone her, von denen ca. 20 Stück verkauft wurden.
Im 21. Jahrhundert werden von den Firmen Aquilasax, Thomann und Sakkusu wieder C-Melody-Saxophone hergestellt.
Einige Jazzmusiker fingen mit dem C-Melody-Saxophon an, unter anderem Benny Carter und Coleman Hawkins, obwohl Carter später zum Altsaxophon und Hawkins zum Tenorsaxophon wechselte. Als profiliertester Spieler eines C-Melody-Saxophons gilt Rudy Wiedoeft. Obwohl er auch Alt- und Sopransaxophon spielte (in Ensembles mit Arnold Brilhart, Alford Evans und anderen), machte er seine berühmtesten Aufnahmen mit dem C-Melody-Saxophon und war ein bedeutender Faktor für die Beliebtheit der C-Melody-Saxophone in den 1920er Jahren.
Ein weiterer Spezialist auf dem C-Melody-Saxophon war Frankie Trumbauer, ein für seine außergewöhnlichen technischen Fähigkeiten auf dem Instrument bekannter Jazzmusiker. Jack Pettis, ein Mitglied des Ben-Bernie-Orchesters und ein Aufnahme-Künstler unter seinem eigenen Namen, war ebenfalls ein geübter Spieler des Instruments.
Einige moderne Saxophonisten spielen gelegentlich C-Melody-Saxophone, unter anderem Anthony Braxton, Kyle Vincent, Scott Robinson, Rick Arbuckle, Dan Levinson, Hayes Greenfield, Joe Lovano, Steffen Schorn und Reto Suhner.

## Vorteile
Das Hauptverkaufsargument des C-Melody-Saxophons war die Tatsache, dass es, anders als andere Saxophone, kein transponierendes Instrument ist. Infolgedessen kann man mit einem C-Melody-Saxophon klingend geschriebene Stimmen (zum Beispiel Noten für Flöte, Oboe, Violine oder Klavier) spielen, ohne transponieren zu müssen oder umgeschriebene Noten zu verwenden, was bei den meisten anderen Saxophonen nötig ist. Dies ermöglicht Amateurmusikern das gemeinsame Spielen mit anderen klingenden Instrumenten von einem Notenblatt – solange die Musik in den Tonumfang des C-Melody-Saxophons passt, also weder zu hoch noch zu tief ist.
Ein weiteres Argument zum Kauf war, dass das C-Melody-Saxophon einen leiseren Ton als ein Alt- oder Tenorsaxophon erzeugt, was unter anderem an den verwendeten Mundstücken liegt. Viele Stücke, hauptsächlich von der Tanzmusik der 1920er Jahre beeinflusst, wurden speziell für dieses Instrument geschrieben.

## Mundstücke
Es wurden speziell für das C-Melody-Saxophon Mundstücke hergestellt. Das C-Melody-Saxophon hat im Vergleich mit anderen Saxophontypen einen gedämpften Klang, besonders wenn ein altes C-Melody-Saxophon-Mundstück verwendet wird. Das war ein Vorteil in seiner beabsichtigten Spielumgebung, in Wohnzimmern.
Einige Spieler verwenden erfolgreich ein Tenorsaxophonmundstück mit ihrem C-Melody-Saxophon, obwohl es abhängig von der Wahl des Mundstücks zu Problemen mit der Genauigkeit der Intonation kommen kann, besonders am oberen Ende des Tonumfangs, da diese Mundstücke in der Länge an Tenorsaxophone angepasst sind. Andere Spieler verwenden erfolgreich Altsaxophonmundstücke an ihrem C-Melody-Saxophon. Ausgerüstet mit einem moderneren Mundstück kann ein C-Melody-Saxophon einiges seiner gedämpften Qualitäten verlieren und heller und kraftvoller klingen, ähnlich wie ein Alt- oder Tenorsaxophon. Zurzeit gibt es mehrere Hersteller von C-Melody-Saxophonmundstücken.